# Klein hoefblad
Klein hoefblad (Tussilago farfara) is een plantensoort uit de composietenfamilie (Asteraceae).

## Determinatie
Klein hoefblad is een vaste, kruidachtige plant die een hoogte bereikt van 10–30 cm. De bloeitijd ligt vroeg, gewoonlijk in maart en april, bij gunstig weer reeds in februari. De plant behoort tot de naaktbloeiers, de bladeren verschijnen pas na de bloei. Tijdens de bloei zijn de bladeren beperkt tot korte, groene of rode schubjes langs de stengel. Elke stengel draagt een bloemhoofdje met een doorsnee van 2–3 cm. Het centrum van het bloemhoofdje bevat 30–40 mannelijke buisbloemen. Aan de rand zijn daar omheen ongeveer 300 vrouwelijke smalle, draadvormige lintbloempjes. Na de bloei ontwikkelen deze zich tot hartvormig of ronde en getande bladeren. Deze, aan de onderkant viltig behaarde bladeren staan in een rozetvormige krans rond de steel.

## Ecologie
Klein hoefblad is een pioniersoort die vooral voorkomt op vochtige, verstoorde gronden. Het gaat vooral om leem-, klei- en krijtgronden. Ze is veel te vinden in betrekkelijk nieuwe wegbermen of hellingen. Op deze hellingen helpt de tot 1,5 m lange wortelstok en de uitlopers hieraan om de grond vast te houden. Gemiddeld brengt een plant meer dan 130 zaden voort, een hoog percentage hiervan ontkiemt. In het voorjaar kiemen de zaden reeds na twee dagen. 
De bestuiving vindt plaats door bijen en vliegen, die de plant als drachtplant gebruiken. Ze wordt bezocht door diverse solitaire bijen: grasbij, vierbandgroefbij, koolzwarte zandbij, pluimvoetbij en tronkenbij. Voorts is klein hoefblad-beemdgrasroest een roest die klein hoefblad als waardplant gebruikt.

### Syntaxonomie
Klein hoefblad vindt haar optimum in een naar haar vernoemde, klasseoverschrijdende rompgemeenschap binnen de klasse van ruderale gemeenschappen en klasse van natte strooiselruigten: de RG Tussilago farfara-[Artemisietea vulgaris/Convolvulo-Filipenduletea].

## Verspreiding
Het natuurlijke verspreidingsgebied van klein hoefblad strekt zich uit over Europa, Afrika en West- en Oost-Azië. Het is ook een veel voorkomende plant in Noord- en Zuid-Amerika waar het is geïntroduceerd, hoogstwaarschijnlijk door kolonisten als medicijn. De plant wordt vaak aangetroffen op braakliggende en verstoorde plaatsen en langs bermen en paden. In sommige gebieden wordt het beschouwd als een invasieve soort. Het staat afwisselend in vochtige of matig vochtige lichte locaties en vermijdt zure bodems. In de bergen komt het voor tot een hoogte van ongeveer 2300 meter.

## Toepassing
De botanische naam Tussilago is afgeleid van tussis = hoesten en agere = verdrijven. De plant is dan ook gebruikt als hoestverdrijvend middel en tegen neuralgische aandoeningen.
De plant wordt als artsenijplant geteeld vanwege zijn slijm-, looi- en bitterstoffen, tannine, dextrine en bactericide stoffen. De bladeren worden gebruikt als omslagen bij gewrichts- en reumatische aandoeningen. Oraal gebruik in de vorm van bijvoorbeeld thee wordt afgeraden omdat alle delen van het klein hoefblad pyrrolizidine alkaloïden bevatten, die in te hoge doses tot leverbeschadigingen en zelfs tot leverkanker kunnen leiden.
De Romeinen gebruikten de plant als genotmiddel door deze te roken in pijpjes.

## Galerij

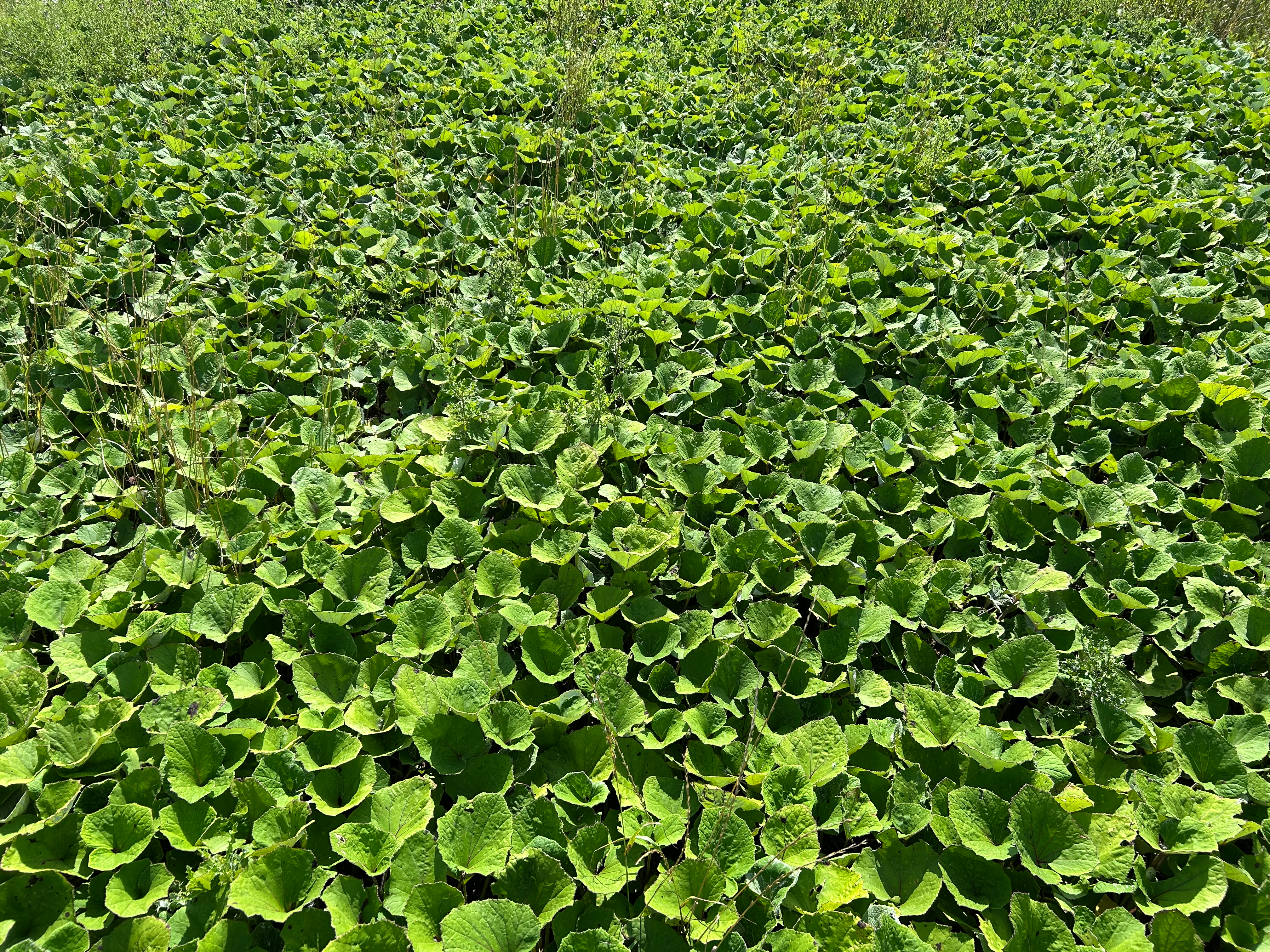
Een rompgemeenschap met klein hoefblad.
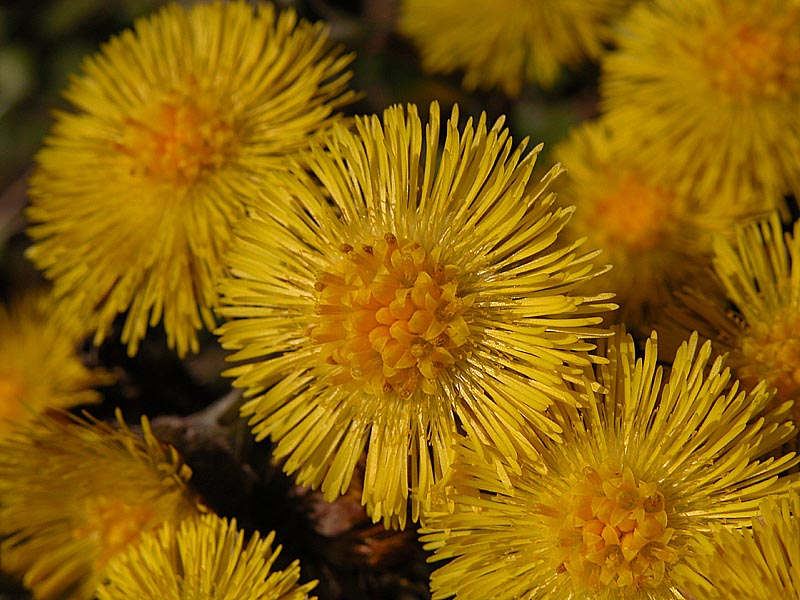
Een close-up van de bloemen.
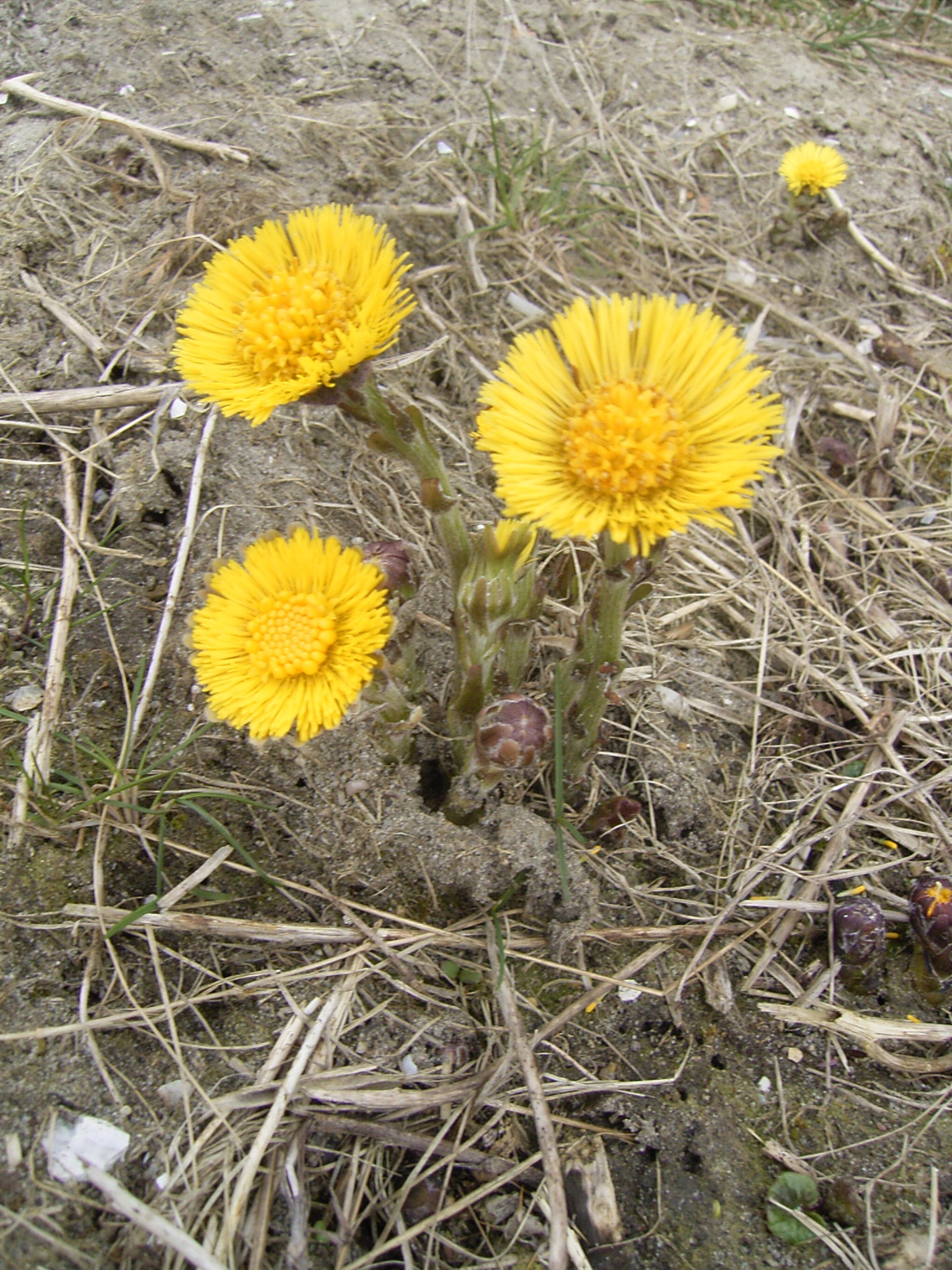
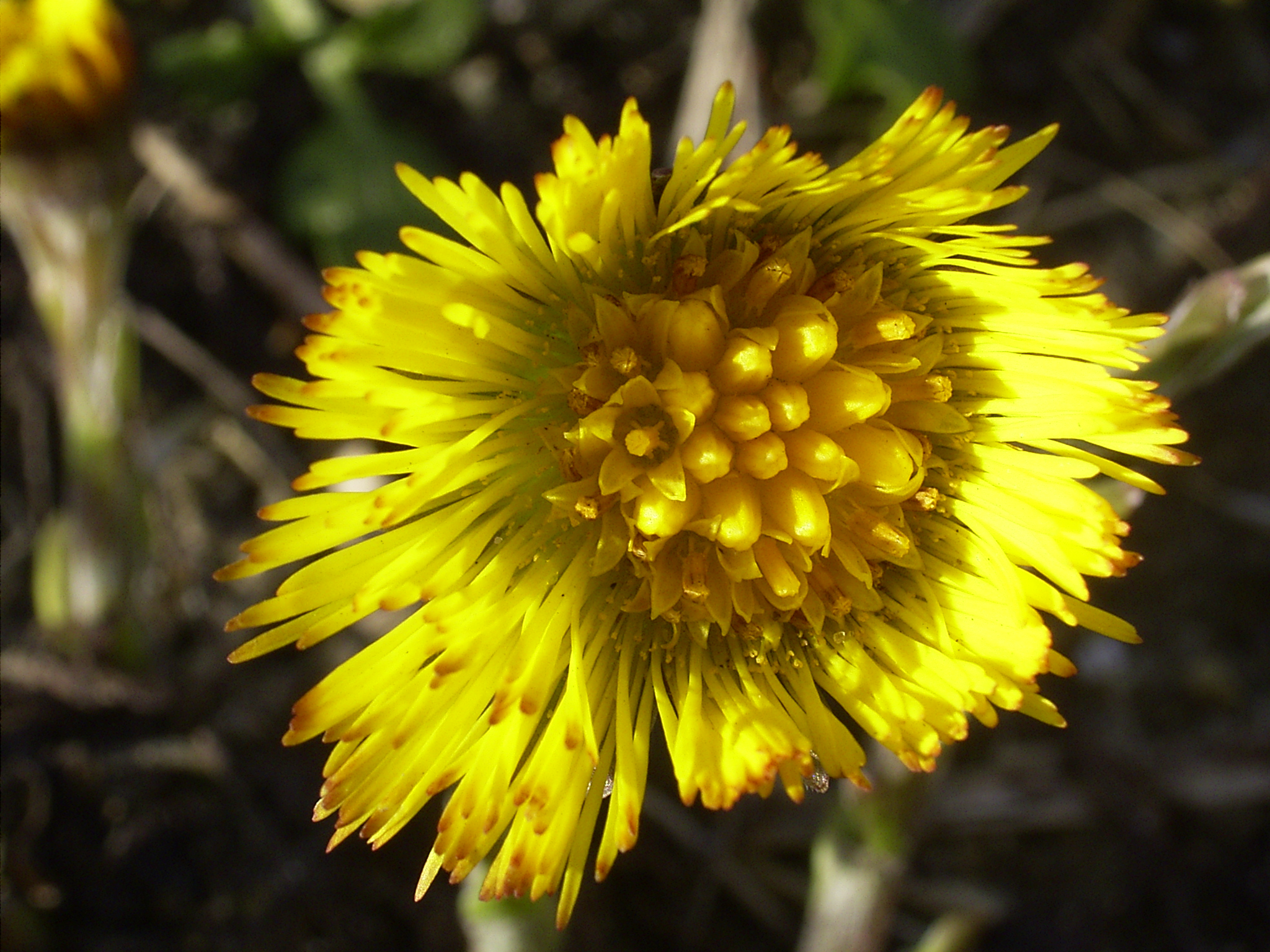
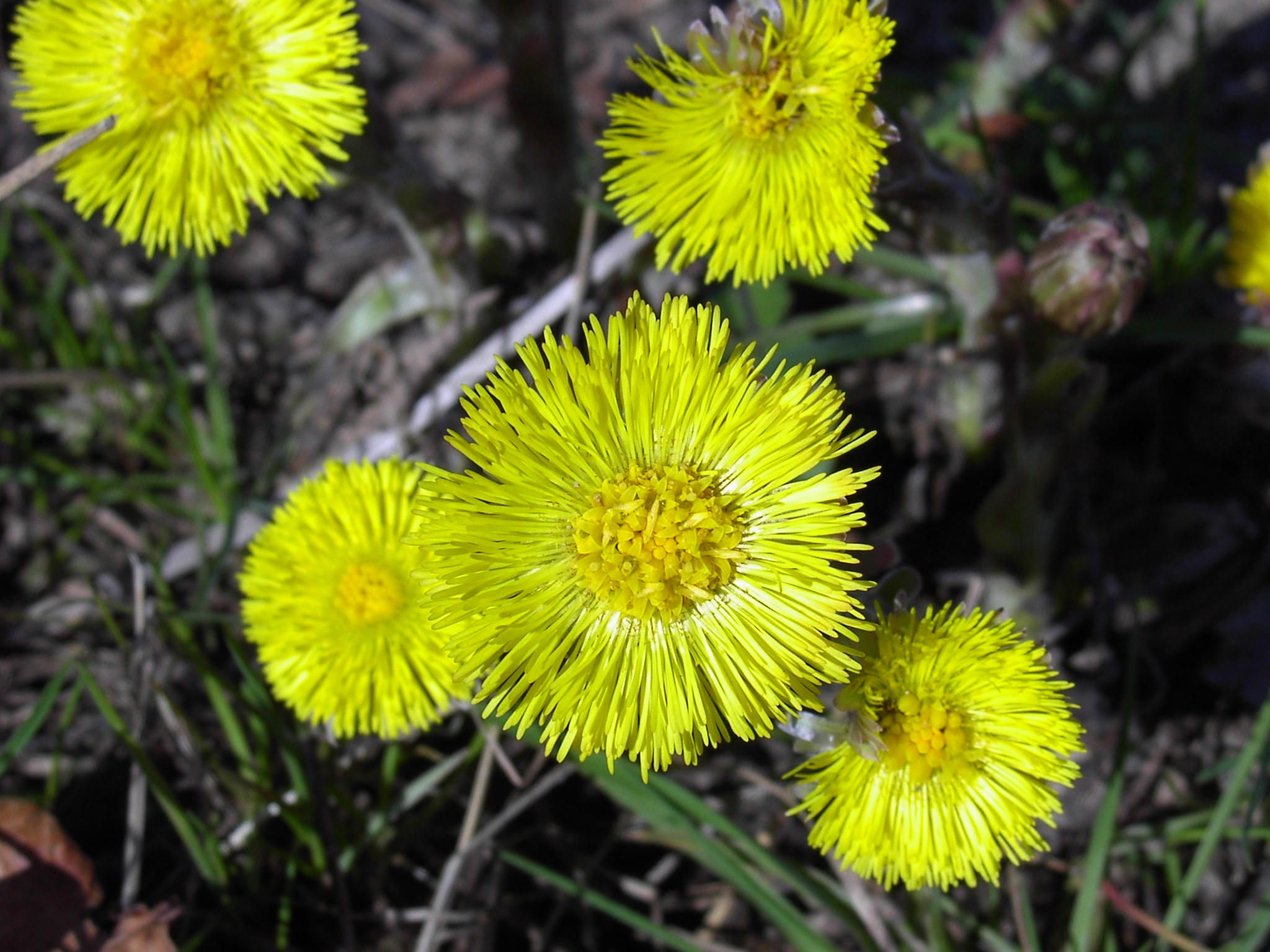

- Klein hoefblad op bouwterrein.
- Ochtendlicht.
- Uitgebloeid.